# دين سبنسر
دين سبنسر (بالإنجليزية: Dane Spencer)‏ هو متزحلق جبال الألب أمريكي، ولد في 24 ديسمبر 1977 في بويسي في الولايات المتحدة.

## وصلات خارجية
- دين سبنسر على موقع الاتحاد الدولي للتزلج (التزلج على المنحدرات الثلجية) (الإنجليزية)
- دين سبنسر على موقع أوليمبيديا (الإنجليزية)